# Gyaria walkeri
Gyaria walkeri är en insektsart som först beskrevs av Stsl 1855.  Gyaria walkeri ingår i släktet Gyaria och familjen Flatidae. Inga underarter finns listade i Catalogue of Life.